# Église Saint-Jean-Baptiste de Iaroslavl
Pour les articles homonymes, voir Église Saint-Jean-Baptiste.
L'église Saint-Jean-Baptiste de Iaroslavl (en russe : Церковь Иоанна Предтечи в Толчкове, в Ярославле) est un des édifices architecturaux le plus renommé de Iaroslavl. Il fait partie de l'« héritage culturel et historique de la nation » en fédération de Russie. Iaroslavl est une des plus grandes villes de l'anneau d'or de Russie. Son centre est classé patrimoine de l'humanité par l'UNESCO depuis 2005.

## Histoire
L'église fut construite entre 1671 et 1687 dans le faubourg de Iaroslavl dénommé «Tolchtkovo» sur la rive droite de la rivière Kotorosl, affluent de la Volga, dont le confluent avec celle-ci se situe au centre de Iaroslavl. Son clocher de 45 mètres, fut construit quelques années après la construction de l'église elle-même, en 1690.

## Décoration
La peinture murale a été réalisée en 1694—1695 par l'artel des peintres de Iaroslavl sous la direction de Dmitri Plekhanov originaire de Pereslavl-Zalesski et Fiodor Ignatiev Ignatevym. Seize iconographes y travaillèrent pendant deux ans.

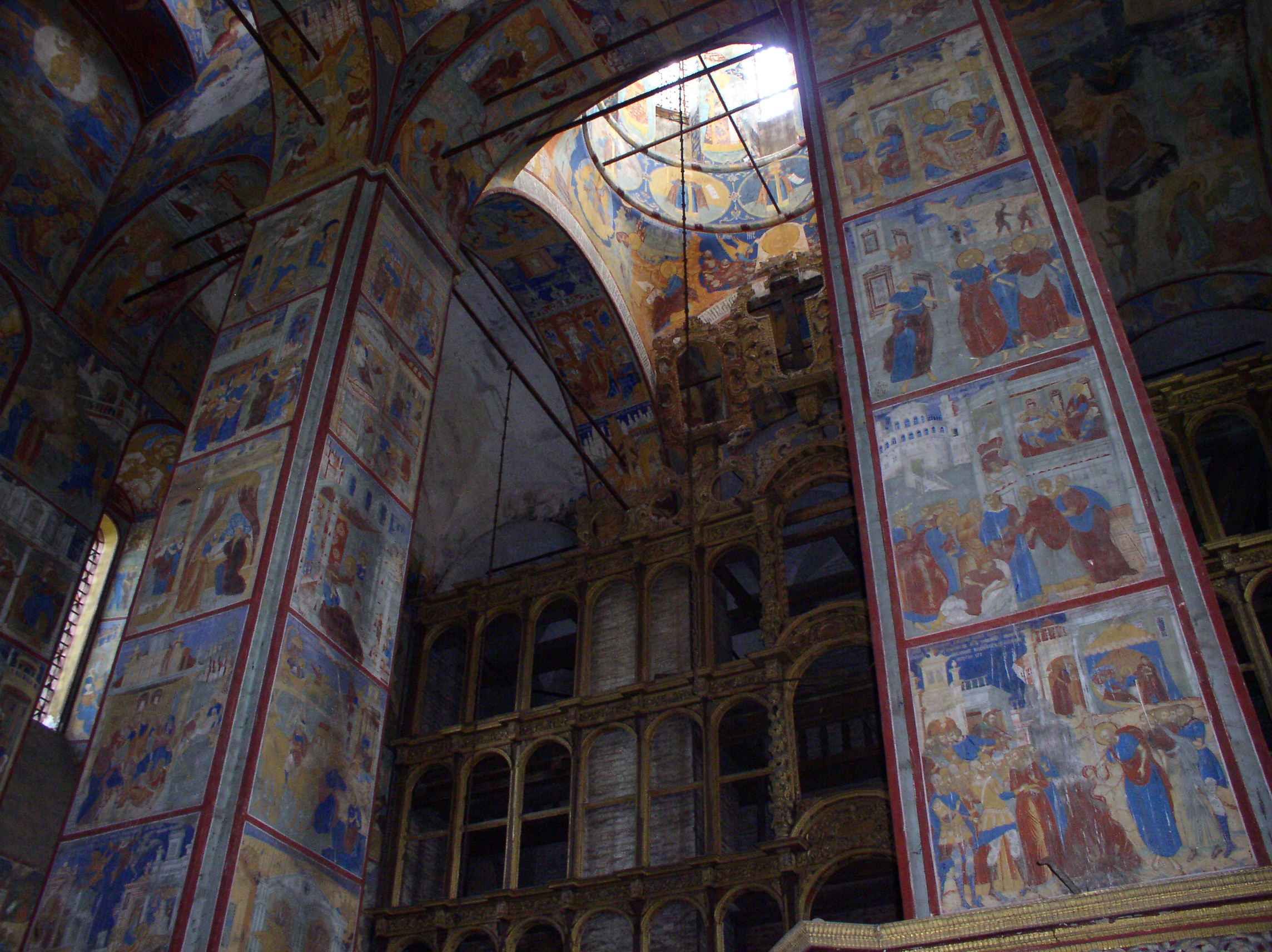
Intérieur de l'église Saint-Jean-Baptiste à Iaroslalvl

Les dimensions grandioses de Saint-Jean Baptiste de Toltchkovo offraient un vaste espace aux décorateurs. Tout l'intérieur de l'église est recouvert d'une tenture de fresque. Il existe peu d'endroits au monde recouverts de peintures d'une telle ampleur.

## Architecture
Elle est bâtie sur plan carré avec trois absides semi-circulaires, flanquées de chapelles. Une large paperte entoure l'église de trois côtés. À l'intérieur on trouve un entresol-cachette au-dessus de l'abside. Masquée par l'iconostase les objets précieux pouvaient y être dissimulés en cas d'alerte. C'est vraisemblablement l'explication de cette voûte à mi-hauteur.
Dans l'appareillage des murs furent utilisés des carreaux de faïence bleuâtres, mais les murs sont de briques rouges. On a prétendu que cette église de Toltchkovo avait été bâtie par des architectes hollandais. Ils se seraient en tout cas conformés aux traditions russes. Sauf la décoration en carreaux de faïence, rien ne trahit dans la construction une influence néerlandaise.
Les quinze dômes sont partagés en trois groupes le tout sur cinq coupoles. Elles sont aujourd'hui dorées. Mais avant 1859 elles étaient en fer-blanc avant qu'un riche marchand de Iaroslavl ne finance leur dorure.
L'image de l'église a été reproduite sur les billets de 1 000 roubles de la «Banque Nationale de Russie» en 1997.

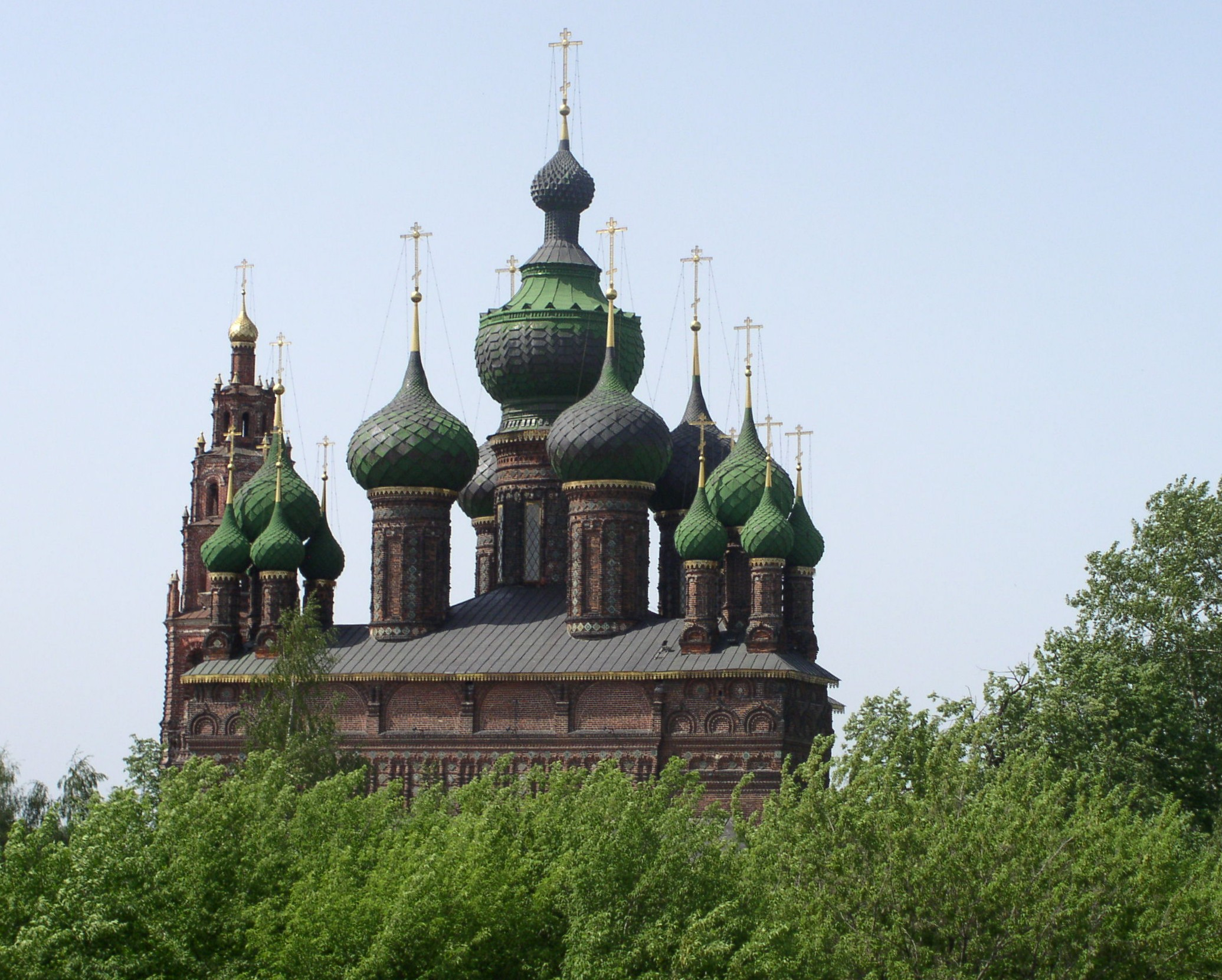
Église Saint-Jean-Baptiste à Iaroslalvl

En 1895 le peintre russe, représentant majeur du symbolisme russe, Mikhaïl Nesterov, visita l'église.